# Manegot dels rotatoris

Articulació de l'espatlla. Vista posterior a l'esquerra. Vista anterior a la dreta. 1. Clavícula, 2. Escàpula (amb 3. Espina escapular, 4. Apòfisi coracoide, 5. Acròmion), 6. Húmer; Articulacions: 7. Acromioclavicular, 8. Glenohumeral, 9: Bossa sinovial, 10. Manegot dels rotatoris (amb 11. Supraespinós, 12. Subescapular, 13. Infraspinós, 14. Rodó menor), 15. Bíceps braquial

El manegot dels rotatoris (o manegot dels músculs rotatoris) és un terme anatòmic donat al conjunt de músculs i tendons que proporcionen estabilitat a l'espatlla. Tots aquests músculs connecten l'omòplat (o escàpula) amb el cap de l'húmer, formant un bloc en l'articulació. La seva importància rau a mantenir el cap de l'húmer dins de la cavitat glenoide de l'omòplat. Aquest manegot té continuïtat amb la càpsula de l'articulació de l'espatlla.

## Músculs
Està format per:
- Múscul supraespinós. S'origina en la fossa supraespinosa de l'escàpula i s'insereix en el tubercle major de l'húmer. Realitza els primers 15 a 20 graus de separació del membre superior del tronc, durant l'abducció del braç.
- Múscul infraespinós. S'origina en la fossa infraespinosa de l'escàpula i s'insereix en el tubercle major de l'húmer. Gira el braç lateralment.
- Múscul rodó menor. S'origina en la vora lateral de l'escàpula i s'insereix en el tubercle major de l'húmer. També gira el braç lateralment.
- Múscul subescapular. Té l'origen en la fossa subescapular de l'escàpula i s'insereix en el tubercle menor de l'húmer. Aquest múscul gira medialment l'húmer.

## Altres teixits
L'articulació de l'espatlla és la que més varietat i amplitud de moviments té en el cos humà. Això és degut a un disseny en què el cap humeral tot just està cobert per la superfície glenoidal escapular. Per compensar aquesta falta de contacte entre les dues superfícies articulars, al voltant seu hi ha unes parts toves que estabilitzen l'articulació, evitant-ne la luxació:
- Rodet glenoidal. És un rodet anular –estructura de forma circular, especialment el fibrocartílag marginal– que hi ha a la cavitat glenoide de l'omòplat, que l'engrandeix i fa possible que s'hi allotgi el cap de l'húmer.[4]
- Càpsula articular. Envolta tota l'articulació, estabilitzant mitjançant engruiximents seus que constitueixen els lligaments glenohumerals. És un sac fibrós que, revestit d'una membrana sinovial, embolcalla l'articulació i es fixa a la vora dels cartílags articulars dels ossos que l'envolten. És formada per teixit conjuntiu dens, amb fibres col·làgenes i elàstiques.[5]
- Unitats musculars que parteixen de l'escàpula o del tronc i s'insereixen en l'húmer i que contribueixen a l'estabilització i, alhora, la seva contracció és la responsable del moviment.

Dins dels músculs que envolten l'espatlla, el grup conegut com a manegot dels rotatoris té una funció fonamental a l'hora d'estabilitzar l'articulació glenohumeral. El supraespinós, l'infraespinós i el rodó menor parteixen de la cara posterior de l'escàpula i ajunten les seves terminacions tendinoses en forma d'una banda que cobreix superiorment l'articulació abans d'inserir-se en l'húmer. El múscul subescapular parteix de la cara anterior de l'escàpula per formar una altra banda tendinosa que, al seu torn, cobreix la cara anterior de l'articulació. D'aquesta manera, a més de fer possible els amplis moviments de l'espatlla, mantenen l'articulació estabilitzada, evitant que el cap humeral pateixi una luxació en una direcció anterior o superior.

## Imatges

Diagrama de l'articulació de l'espatlla humana, vista anterior
Diagrama de l'articulació de l'espatlla humana, vista posterior
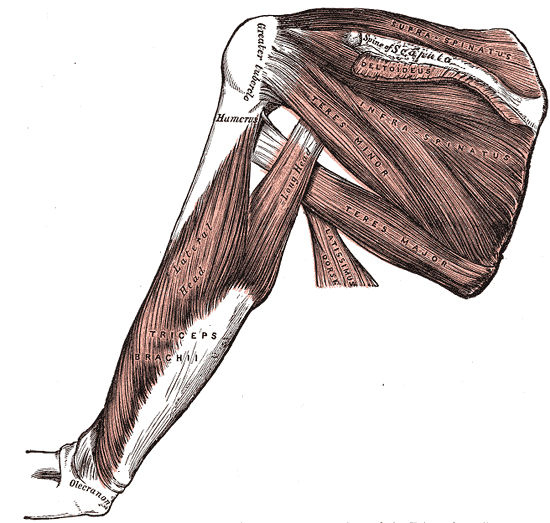
Els músculs del dors de l'escàpula i el tríceps braquial.
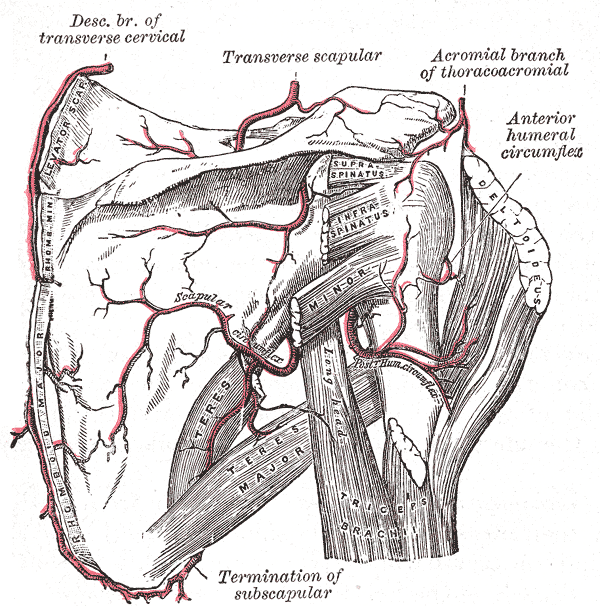
Artèries escapular i circumflexa
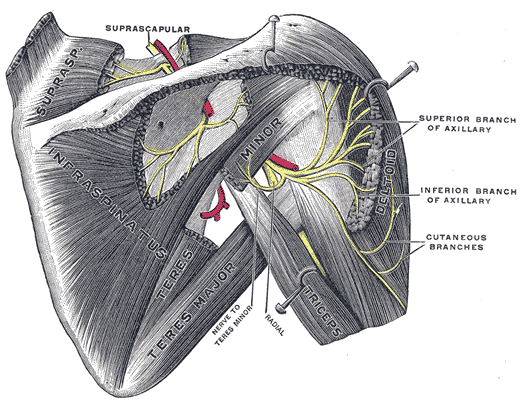
Nervis supraescapular i axil·lar, vists des de darrere
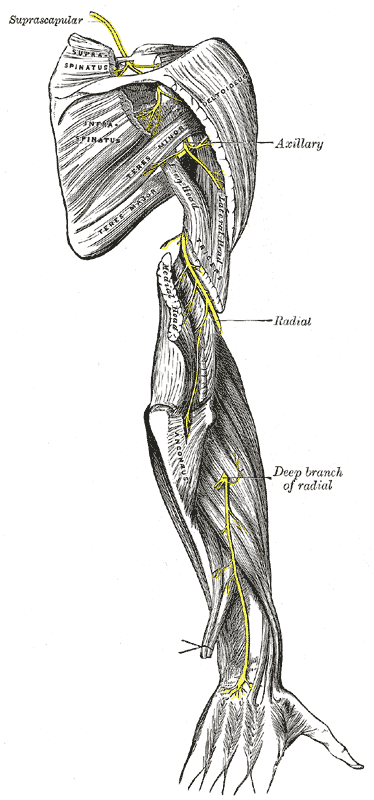
Els nervis supraescapular, axil·lar i radial